# Square One (canção de Tom Petty)
Square One é uma canção do músico americano Tom Petty, sendo a segunda faixa de seu álbum solo de 2006, Highway Companion. A música foi lançada originalmente em setembro de 2005 como parte da trilha sonora do filme Elizabethtown, do diretor Cameron Crowe. Em dezembro de 2005, foi indicada ao Grammy de Melhor Canção Escrita para um Filme, Televisão ou Outra Mídia Visual no Grammy Awards de 2006.